# Luz Estella Romero
Luz Estella Romero Villalba (Baranoa, circa 1978) es una abogada y activista ecofeminista colombiana, defensora de los derechos humanos en Colombia con un enfoque en el acceso a la tierra y los derechos de las mujeres. En 2022, recibió el Premio Nacional a la Defensa de los Derechos Humanos en Colombia.

## Trayectoria
Romero creció en el departamento de Magdalena, una región afectada por el conflicto armado y las disputas territoriales, que según la Comisión de la Verdad ha causado la muerte de más de 450.000 personas entre 1985 y 2018. Ser testigo desde su infancia de la violencia en su país hizo que naciera su vocación por la defensa de los derechos humanos, poniendo especial énfasis tanto en el papel de la mujer en el desarrollo social, como en contener los desplazamientos forzosos de civiles dentro de su propio territorio. Considera propiedad y género como los principales objetivos de su trabajo.
En 1998, fundó el Colectivo de Mujeres al Derecho (COLEMAD) junto con otras universitarias mientras aún estudiaba Derecho en la Universidad del Atlántico. Esta organización no gubernamental busca erradicar la desigualdad, la discriminación y las violencias que provocan la injusticia social y de género, las guerras y la crisis medio ambiental. Desde su fundación, el colectivo ha trabajado en la defensa de comunidades campesinas, especialmente mujeres, que enfrentaban el despojo de tierras bajo argumentos legales promovidos por poderes económicos y políticos.
Uno de los casos emblemáticos liderados por COLEMAD fue el de la Asociación de Mujeres Productoras del Campo (Asomuproca), en el que mujeres desplazadas del Magdalena lograron la restitución de 1.500 hectáreas de tierras como medida de reparación colectiva. Este caso fue presentado ante la Corte Constitucional de Colombia y destacó por incluir un enfoque de género en las demandas de restitución.

### Exilio
A lo largo de su trayectoria, Romero ha sido víctima de numerosas intimidaciones y sufrió el acoso de policías armados para que desistiera de luchar por los derechos de las mujeres campesinas. Desde 2008, COLEMAD comenzó a recibir amenazas de grupos paramilitares, fuerzas públicas y actores privados. En 2019, un intento de secuestro de su hijo en Barranquilla la forzó a exiliarse en España junto con su familia. En su país de acogida, Romero ha promovido actividades de incidencia política y ha trabajado para mantener visible la situación de las mujeres rurales y las comunidades desplazadas. 

## Reconocimientos
En 2022, Luz Estella Romero Villalba recibió el Premio Nacional a la Defensa de los Derechos Humanos en Colombia, un galardón que concede la iglesia sueca en Colombia con el apoyo del estado sueco, en reconocimiento a su trayectoria.